# Sila
Sila je horský masiv a náhorní plošina na jihu Itálie, v Kalábrii,
v provinciích Cosenza, Crotone a Catanzaro. Pohoří je součástí Kalabrijských Apenin, respektive Jižních Apenin.
Název pochází z latinského slova silva, tedy les.

## Geografie
Pohoří Sila se rozkládá na ploše okolo 1 500 km2. Rozlišuje se nejvyšší střední část Sila Grande (Vysoká Sila), jižní část Sila Piccola (Nízká Sila) a severní části Sila Greca (Řecká Sila). Západní svahy pohoří jsou příkré a prudce klesají do údolí Crati. Východní svahy směrem k Tarentskému zálivu jsou naopak pozvolné. Nejvyšším vrcholem masivu je Botte Donato (1 928 m),
nejvyšším vrcholem Sily Piccoly je Monte Gariglione (1 764 m). Část Sily je součástí stejnojmenného národního parku založeného v roce 2002.

## Flora a fauna
Pohoří je zalesněné, převažují porosty borovic a buků. Lesy pokrývají 81 % rozlohy parku. Ve vyšších partiích dominují buky (rostou asi na třetině zalesněného území), doplňované na některých místech jedlí ojíněnou, v nižších na mírných svazích a rovinatých pláních borovice (43 % lesů), konkrétně jeden poddruh borovice černé rozšířený pouze v Kalábrii, na Sicílii a na Korsice. Dále zde rostou kaštanovníky, duby cer, olše lepkavé a jedle bělokoré. Faunu tvoří vlk apeninský, orel jestřábí, výr obecný a datel černý.